# HMS Renown (1916)
Pour les autres navires du même nom, voir HMS Renown.
Le HMS Renown est un croiseur de bataille de la Royal Navy lancé en 1916 et démoli en 1948. Avec le HMS Repulse ils forment la classe Renown.
Portant des canons du plus fort calibre existant à cette époque et capables d'une vitesse supérieure à celle de ses congénères, les navires de cette classe sont néanmoins handicapés par un blindage dont la bataille du Jutland a montré l'insuffisance. Le HMS Renown connait plusieurs refontes pendant l'entre-deux-guerres, bénéficie entre 1936 et 1939 d'une véritable reconstruction, ce qui n'est pas le cas de son sistership, ni du HMS Hood, avec lesquels il constitue de 1920 à 1940, l'escadre de croiseurs de bataille de la Royal Navy. Il a une carrière très active pendant la Seconde Guerre mondiale, dans l'Atlantique, en Méditerranée, et dans l'océan Indien.

## Arrière-plan
Les pertes de la bataille du Jutland furent compensées, au sein de la flotte de croiseurs de bataille britannique, par la mise en service de deux nouveaux bâtiments, le HMS Renown en septembre 1916, et HMS Repulse en janvier 1917. Quand la guerre avait éclaté, la construction de quatre cuirassés qui faisaient partie du programme 1914, avait été arrêtée, dans la perspective d'une guerre courte, la priorité étant donnée aux unités dont la construction est censée être achevée avant la fin de la guerre. Revenu au poste de Premier Lord de la Mer (First Sea Lord), l'amiral Fisher proposa, après la bataille des Falklands, et obtint dans les derniers jours de 1914, de reprendre la construction de deux unités, sous forme non plus de cuirassé, mais de croiseur de bataille, ce qui, dans son idée, signifiait combiner un armement de cuirassé avec une vitesse et une protection de croiseur.
En décembre 1914, il fut finalement décidé de reprendre deux marchés qui avaient été suspendus, pour la construction des cuirassés Renown et Resistance de la classe Revenge, passés auprès des chantiers John Brown et Palmers. Cela permettait d'utiliser des matériels déjà rassemblés pour la construction d'unités qui avaient été prévues au programme de 1914, mais il apparut que les chantiers Palmers, où sera lancé en janvier 1915 le Resolution, ne disposaient pas de cale de construction d'une taille suffisante pour un bâtiment de la taille maintenant prévue, et le second contrat fut transféré aux chantiers Fairfields. La mise sur cale du nouveau Renown eut lieu, aux chantiers Fairfields, en janvier 1915, avant que les plans définitifs ne fussent achevés en mars 1915. L'objectif de Lord Fisher d'un achèvement en quinze mois, avant la mise en service de la classe Revenge, conduisit à limiter le nombre des tourelles à trois par navire, en fonction du nombre des canons disponibles. Si le délai de construction ne fut pas respecté, puisque les HMS Renown et Repulse ne purent participer à la bataille du Jutland, où furent présents les HMS Revenge et Royal Oak, la construction de tels navires en vingt mois, fut déjà une prouesse.
Les deux croiseurs de bataille de la classe Renown avaient un déplacement « normal » de 27 600 tonnes et 37 400 tonnes à pleine charge, soit 2 000 tonnes de moins que le HMS Tiger, mais ils étaient dotés de canons de 381 mm. Leurs machines étaient du même type que celles du HMS Tiger, mais un tiers plus puissantes, développant 120 000 ch (84 000 kW), ce qui leur permettait de filer 3 nœuds de plus, soit 32 nœuds. La contrepartie était un blindage de 152 mm en ceinture, et 229 mm sur les tourelles. Comme ces caractéristiques étaient celles de navires perdus au Jutland, il a été immédiatement entrepris d'en renforcer la protection, dès la fin 1916 et le début de 1917. Ils y ont gagné le surnom de « HMS Refit » et « HMS Repair ».

## Description

### Caractéristiques générales
Le HMS Renown avait une longueur hors tout de 242 m, une largeur au maître-bau de 27,5 m, et un tirant d'eau de 8,2 m à l'arrière. Cette longueur était due à la nécessité de loger un plus grand nombre de chaudières, ce qui aboutissait à un rapport longueur/largeur de l'ordre de 8, favorable à une très grande vitesse, et le faible tirant d'eau résultait de l'idée de Lord Fisher de pouvoir disposer de navires susceptibles d'opérer en mer Baltique.

### Armement

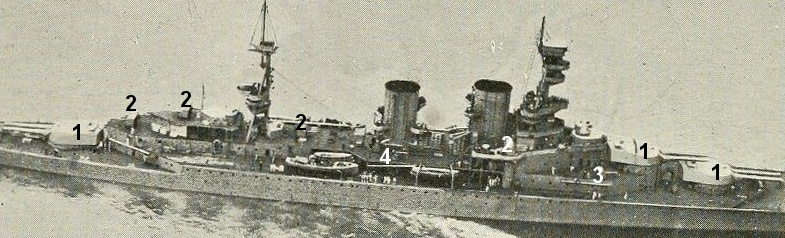
Vue aérienne du HMS Repulse, sister-ship du HMS Renown, en 1918.
1: tourelles double de 15 pouces.
2: triples canons de 4 pouces.
3: canon tribord de 4 pouces.
4: canon AA tribord de 3 pouces.

L'artillerie principale du HMS  Renown consistait en six pièces de 381 mm en trois tourelles identiques, deux superposées à l'avant et une à l'arrière. Les canons avaient une hausse maximale de 20°. Les canons pouvaient être chargés à l'angle maximal de 20°, bien que le chargement à des angles trop élevés eût tendance à ralentir le retour du canon en position de tir. Ils tiraient des projectiles de 866 kg à une vitesse initiale de 785 m/s, pour une portée maximale de 21 702 m. Cependant ce nombre inhabituel de trois tourelles, qui résultait des contraintes imposées sur le plan des délais de construction, constituait pour certains officiers canonniers de la Royal Navy un handicap pour un réglage rapide du tir.
L'artillerie secondaire était constituée de dix-sept canons de 102 mm (en) en cinq affûts triples et deux affûts simples, en pseudo-tourelles ouvertes. Ils étaient actionnés manuellement et assez pénibles d'utilisation, nécessitant un équipage de trente-deux hommes pour charger et former les affûts triples, ce qui entrainait une cadence de tir de 10 à 12 coups par minute seulement. Ils avaient une hausse maximale de 30°. Ils tiraient des obus explosifs de 14 kg avec une vitesse initiale de 800 m/s. La portée maximale était de 12 350 m environ.
Chaque navire était également pourvu de deux pièces anti-aériennes de 76 mm. Le canon avait une hausse maximale de 90  °. Il tirait des obus de 5,7 kg à une vitesse initiale de 760 m/s à une cadence de 12 à 14 coups par minute. Ils avaient une portée maximale de 7 200 m.
Les deux navires disposaient de deux tubes lance-torpilles immergés de 21 pouces(533 mm), en avant de la tourelle "A", avec un approvisionnement de 10 torpilles.

### Protection

#### Blindage
Le blindage du HMS Renown était semblable à celui de la classe Indefatigable. Le blindage au niveau de la ceinture de la ligne de flottaison mesurait 152 mm d'épaisseur au milieu du navire. Il courait du niveau de la tourelle avant à celui de la tourelle arrière, sur une longueur de 140,8 m et une hauteur de 2,7 m. Pour une grande partie de la longueur de la ceinture principale, il y avait une ceinture supérieure en acier à haute résistance de 38 mm d'épaisseur, conçue comme protection contre les éclats.
Le blindage des tourelles était de 229 mm d'épaisseur sur le devant et les côtés, 178 mm d'épaisseur sur l'arrière et 108 mm d'épaisseur sur leurs toits. Les barbettes étaient protégées par 178 mm de blindage au-dessus du pont supérieur, et de 102 à 127 mm sous le pont. Le blindage du blockhaus était de 254 mm d'épaisseur sur les côtés et de 76 mm sur le toit.
Le blindage des ponts, en acier à haute résistance, variait de 19 à 38 mm d'épaisseur. Après la bataille du Jutland en 1916, alors que les navires n'étaient pas encore terminés, un blindage de 25 mm d'acier à haute résistance fut ajouté sur le pont principal au-dessus des soutes à munitions. Malgré ces ajouts, les navires furent encore jugés trop vulnérables sous le feu et chaque navire fut réaménagé à Rosyth en 1916-17 avec un blindage horizontal supplémentaire, pesant environ 512 tonnes, ajouté aux ponts au-dessus des soutes à munitions et des mécanismes de direction.

#### Protection sous-marine
Le HMS Renown était équipé d'un large bulge anti-torpille intégré à la coque. Il s’agissait d'un compartiment latéral situé au niveau de la ligne de flottaison et isolé du reste du navire. Il était composé d'une partie remplie d'air et d'une partie inondée. En théorie, une torpille qui explose va rompre et inonder la partie remplie d'air, tandis que la partie remplie d'eau dissipe le choc et absorbe les fragments, laissant la coque du navire structurellement intacte. Cependant, des essais démontrèrent par la suite qu'il n'était pas suffisamment profond et qu'il ne disposait pas d'assez de couches compartiments vides/compartiments pleins pour absorber la force de l'explosion.
La coque était dotée de doubles parois intégrales

### Propulsion
Les plans originaux prévoyaient d'utiliser des machines légères produisant un total de 120 000 ch (82 000 kW), mais cela aurait eu pour effet de retarder les dates d'achèvement des navires. En conséquence, il fut décidé de copier la machinerie du HMS Tiger complétée par trois chaudières supplémentaires afin de fournir la puissance requise pour une vitesse supérieure. On observera cependant que le Directeur de la Construction Navale de 1912 à 1924, Sir Eustace Tennyson d'Eyncourt, qui avait été le concepteur du HMS Tiger avait déjà déploré que ce croiseur de bataille ne pût pas être doté de chaudières à petits tubes. Dans ces conditions, avec un poids de machines de 5 780 tonnes, le rapport poids/puissance de 48,16 kg/ch était un peu meilleur que celui du HMS Tiger, 54,8 kg/ch, mais nettement moins bon que celui du SMS Hindenburg, 39,6 kg/ch, mis en service à la même époque, avec des machines pesant 2 916 tonnes, pour une puissance de 90 000 à 95 000 ch.
Quarante deux_chaudières à tubes d'eau Babcock & Wilcox placées dans six chaufferies, avec une pression de service de 16,5 kg/cm2 (1 620 kPa alimentaient deux turbines à vapeur Brown-Curtis à entraînement direct, logées dans des compartiments machines distincts, qui entrainaient quatre hélices à trois pales et d'un diamètre de 4,11 m. L'ensemble était conçu pour produire 120 000 ch (84 000 kW), mais le HMS Renown a atteint plus de 126 000 ch (88 200 kW) au cours de ses essais pour une vitesse de 32,68 nœuds. Les bâtiments de la classe Renown ont été les plus rapides de leur époque jusqu'à l'arrivée du HMS Hood en 1920.
Ils étaient prévus pour transporter normalement 1 000 tonnes de mazout, mais avaient une capacité maximale de 4 358 tonnes. À pleine capacité, les navires de la classe Renown possédaient un rayon d'action de 4 000 nautiques à 18 nœuds
Ils possédaient de très bonnes qualités nautiques. Lors de leur construction les coques et leurs superstructures durent cependant être renforcées pour améliorer leur résistance par mauvais temps.

## Refontes et reconstruction

### Refontes
Sur le HMS Repulse, dès 1919-1920, l'épaisseur du blindage de ceinture fut porté à 229 mm, et on ajouta une ceinture supérieure de 152 mm. Les affûts simples de 102 mm, à l'avant, furent remplacés par deux affûts simples anti-aériens de 76 mm, et les deux tubes lance-torpilles de 533 mm sous la ligne de flottaison, furent remplacés par quatre plateformes doubles de tubes lance-torpilles de 457 mm installés au milieu du navire et à l'arrière sur le pont supérieur.
Le HMS Renown, au cours d'une refonte de 1923 à 1926, reçut des modifications analogues, sans l'ajout d'une ceinture blindée supérieure de 152 mm, mais avec un renforcement du blindage horizontal, sur le pont du gaillard d'avant, sur le pont supérieur et sur le pont principal. L'armement anti-aérien fut porté à quatre affûts simples de 102 mm, et l'affût triple de 102 mm, entre les cheminées et le mât arrière fut enlevé pour installer une catapulte orientable pour deux avions. Le déplacement en fut accru de 1 200 tonnes, et la vitesse réduite à 30 nœuds.
Au cours d'une nouvelle refonte en 1934-1936, aux chantiers de la Royal Navy de Portsmouth, le HMS Repulse reçut des installations d'aviation entre les cheminées et le mât tripode arrière, soit une catapulte en travers de la coque, et un grand hangar d'aviation (pour trois avions, un quatrième pouvant être parqué sur la catapulte). Cela fit disparaitre l'affut triple de 102 mm axial au milieu du bâtiment, et les canons anti-aériens de 76 mm, et on enleva les plateformes de décollage sur la tourelles avant superposée et sur la tourelle arrière. Pour la défense contre-avions fut renforcée, dans les superstructures, autour des cheminées et sur le toit du hangar d'aviation.

### Reconstruction du HMSRenown

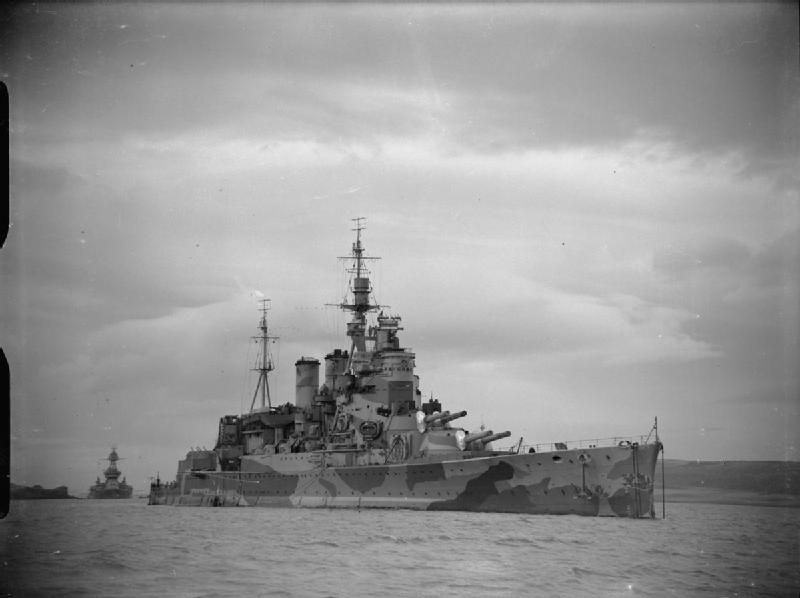
Le HMS Renown après sa reconstruction de 1936-1939.

Les Chantiers de Portsmouth ont alors procédé, de septembre 1936 à juin 1939, à une reconstruction du HMS Renown, qui s'est finalement, traduite par une légère réduction du déplacement, ce qui n'était pas généralement le cas. Les superstructures ont été complètement reconstruites et les machines changées. Mais les nouvelles installations d'aviation, assez proches de celles dont le HMS Repulse venait d'être doté, et la tour-château à l'avant, accueillant la passerelle et les télépointeurs, du type de celle installée sur les cuirassés refondus de la classe Queen Elizabeth, ne bouleversaient pas le devis de poids. Il n'en était pas de même pour la transformation des machines. Consistant en huit chaudières Admiralty à trois tambours, timbrées à 26,4 kg cm2 ( 2 600 kPa), alimentant des turbines Parsons développant 130 000 ch (88 400 kW), pour une vitesse de 29 nœuds, le nouvel appareil propulsif avait un poids total de 3 200 tonnes. Le gain de poids était de 2 690 tonnes et le rapport poids/puissance était réduit d'un peu plus de 20 kg/ch. Cela a permis d'accroître le poids de l'artillerie de plus de 1 300 tonnes, et l'espace gagné a été utilisé pour les magasins de la nouvelle artillerie secondaire.
Pour l'artillerie principale, seule changeait la hausse maximale des pièces portée à 30°. L'artillerie secondaire a alors consisté en dix tourelles doubles de 114 mm à double usage, qui seront notamment utilisées sur les porte-avions de la Royal Navy construits à partir de la fin des années 1930. Ces canons, dont la hausse variait de -5° à +80°, tiraient des obus explosifs de 25 kg, avec une vitesse initiale de 720 m/s, un plafond de 12 000 m en tir contre avions, et une cadence de 12 coups par minute. Les tourelles étaient installées sur chaque bord, trois à hauteur des cheminées et deux à hauteur de la superstructure arrière. La défense contre avions comprenait également trois affûts octuples de 40 mm et quatre affûts quadritubes de mitrailleuses Vickers de 12,7 mm.
Pour ce qui concerne le blindage, il n'y a pas eu de modification du blindage vertical, mais pour le blindage horizontal, plutôt que de blinder plusieurs ponts, on a préféré répartir le blindage sur le pont principal et un pont blindé inférieur, avec une épaisseur totale de 203 mm au-dessus des magasins de l'artillerie principale, 178 mm au-dessus des magasins de l'artillerie secondaire, 163 mm au-dessus des chaudières, 152 mm au-dessus des turbines, ainsi que sur l'avant et l'arrière.
Le château fut installé plus près des tourelles avant de l'artillerie principale et les cheminées positionnées un peu en arrière pour diminuer les nuisances des fumées sur les postes de direction de tir installés sur le château.
Les deux autres croiseurs de bataille de la Royal Navy, les HMS Repulse et Hood n'ont pas bénéficié d'une reconstruction semblable.
En 1941, on envisagea d'installer sur le HMS Repulse sept tourelles doubles anti-aériennes de 102 mm, à la place d'un affût triple anti-navires et de quatre affûts simples anti-aériens de même calibre, mais ceci n'était pas fait au moment de la perte du bâtiment.
Sur le HMS Renown en 1943, les installations d'aviation furent enlevées et l'artillerie anti-aérienne légère renforcée par vingt affûts doubles et vingt-quatre affûts simples de 20 mm.

## Service

### De 1917 à 1939
Le HMS Renown et le HMS Repulse, ont rallié, en 1917, la Flotte des Croiseurs de Bataille, où l'amiral Packenham (en) avait remplacé l'amiral Beatty. Mais seul le HMS Repulse a connu le feu, pendant la Première Guerre mondiale, au cours du combat indécis de la seconde bataille de Heligoland.
Pendant l'entre-deux-guerres, les deux navires, qui font de fréquents séjours dans des chantiers navals pour leurs refontes, sont le plus souvent affectés à la Flotte de l'Atlantique, ou à la Home Fleet, dont ils constituent, avec le HMS Hood, l'escadre de croiseurs de bataille. Ils participent à de nombreuses croisières de représentation, ainsi le HMS Renown transporte, en 1920-1922, le prince de Galles, le futur Édouard VIII, en Australie et en Nouvelle-Zélande, aux Indes et au Japon après avoir bénéficié d'aménagements de confort, pour cet hôte prestigieux. En 1927 c'est le prince Albert, le futur George VI, que le HMS Renown transporte en Australie.

### Pendant la Seconde Guerre mondiale

#### Home Fleet de 1939 à 1940
Le HMS Renown a été remis en service le 28 août 1939 dans le cadre de la Home Fleet. Au tout début de la guerre, à l'automne 1939, les deux croiseurs de bataille Renown et Repulse participèrent aux opérations combinées franco-britanniques qui avaient pour but d'intercepter les grands bâtiments de la Kriegsmarine lancés dans la guerre au commerce allié. Puis le HMS Renown a formé avec le porte-avions HMS Ark Royal le noyau d'une Force K, basée à Freetown, dont la fausse nouvelle de l'arrivée imminente devant le Rio de la Plata a contribué à persuader le commandant de l'Admiral Graf Spee de saborder son bâtiment.
Au moment de l'attaque allemande contre la Norvège, le HMS Renown portant la marque du vice amiral Withworth, commandant de l'Escadre de Croiseurs de Bataille, couvre une opération de mouillage de mines dans le Vestfjord, lorsqu'il rencontre fortuitement, le 9 avril 1940, au petit matin, au large des îles Lofoten, l'escadre constituée du Gneisenau et du Scharnhorst qui constitue le soutien éloigné des forces envoyées occuper Trondheim et Narvik (Opération Weserübung). Un bref échange d'artillerie aboutit à trois impacts de 381 mm sur les tourelles "Anton" et "Cæsar" et le poste de direction de tir principal du Gneisenau et à deux impacts de 280 mm sans grandes conséquences sur le HMS Renown, avant que le vice amiral Lütjens réussisse à se dégager dans la tempête. Après que les destroyers d'escorte du HMS Renown ont affronté les forces allemandes, le destroyer HMS Glowworm attaquant le 9 avril le croiseur lourd Admiral Hipper, et la 2e division de destroyers du Capitaine de Vaisseau (Captain) Walburton-Lee (en), le 10 novembre, les destroyers allemands arrivés à Narvik, l'amiral Whitworth transfère sa marque le 13 avril sur le cuirassé HMS Warspite, pour aller écraser devant Narvik les destroyers allemands qui avaient survécu à l'attaque de Walburton-Lee.

#### Force H de 1940 à 1941
En août, le HMS Renown a quitté la Home Fleet pour rallier Gibraltar et y remplacer le HMS Hood qui avait été le navire amiral de la Force H, lors des attaques britanniques de Mers el-Kébir, les 3 et 6 juillet 1940. Le vice amiral Somerville y mit sa marque. Début septembre, une escadre française franchit le détroit de Gibraltar, en route pour l'Afrique Noire, alors qu'une puissante escadre aux ordres de l'amiral John Cunningham, était en route pour Dakar dans le cadre de l'Opération Menace. L'appareillage tardif du HMS Renown, qui ne réussit pas à intercepter les Français, leur permettant ainsi de prendre part à la défense de Dakar, aura servi de prétexte pour relever de son commandement l'amiral Dudley North, commandant du secteur Nord-Atlantique à Gibraltar, qui a commis l'impair de ne pas cacher sa désapprobation de l'affaire de Mers el-Kébir.
Comme navire amiral de la Force H, le HMS Renown opéra en Méditerranée occidentale, escortant des convois en direction de Malte, notamment ceux destinés à renforcer l'aviation de l'île (opérations Club Run), prenant part à la bataille du Cap Spartivento, fin novembre 1940, bombardant Gênes. Mais il effectua aussi des incursions dans l'Atlantique, comme fin mars 1941, lors du retour de l'escadre Gneisenau-Scharnhorst, à la fin de l'opération Berlin, quand les avions du HMS Ark Royal ont repéré les cuirassés allemands, sans parvenir à les intercepter.
Lorsque, le 21 mai 1941, l'amiral Tovey, commandant-en-chef de la Home Fleet eut acquis la conviction que le cuirassé allemand Bismarck était passé de Baltique en mer du Nord, et était mouillé à proximité de Bergen, il détacha, pour en empêcher le passage dans l'Atlantique, le HMS Hood, qui portait la marque du vice amiral Lancelot Holland, commandant de l'Escadre de Croiseurs de Bataille, avec le cuirassé HMS Prince of Wales. Le lendemain lorsqu'il sut que le Bismarck avait repris la mer, il appareilla de Scapa Flow, sur le HMS King George V, accompagné du porte-avions HMS Victorious et ordonna au HMS Repulse de le rallier depuis la Clyde au lieu d'aller escorter un convoi. Après la Bataille du détroit du Danemark entre l'Islande et le Groënland, le 24 mai au matin, qui vit la destruction du Hood et la retraite du Prince of Wales, une attaque des avions torpilleurs du HMS Victorious fut lancée dans la soirée du 24 mai, pour réduire la vitesse du cuirassé allemand, sans résultats concluants. Après que le Bismarck a semé ses poursuivants dans la nuit du 24 au 25, la perspective d'un nouveau combat s'éloignant, les HMS Victorious et Repulse ont abandonné le Commandant-en-Chef pour aller se ravitailler, mais dans le même temps la Force H (le HMS Renown, le porte-avions HMS Ark Royal, et le croiseur HMS Sheffield), avait quitté Gibraltar, le 24, et faisait route, dans la tempête, cap au nord-ouest. Le 26 au matin, quand un hydravion Catalina a enfin retrouvé le Bismarck, le HMS King George V et le HMS Rodney qui l'avait rejoint, ne pouvaient plus le rattraper, et seule la Force H était en position de tenter de le ralentir. À la deuxième attaque d'antiques Fairey Swordfish du HMS Ark Royal, le Bismarck fut immobilisé, le 26 au soir, puis écrasé par le feu des cuirassés le lendemain matin, et coulé.
Le HMS Renown retourna ensuite en Méditerranée reprenant l'escorte de convois vers Malte. À l'été 1941, le cuirassé HMS Nelson le remplaça comme navire amiral de la Force H.

#### Convois vers Malte en 1942
Début 1942, le HMS Renown reprit les escortes de porte-avions qui participaient au renforcement de l'aviation de l'île de Malte, notamment, en avril, le porte-avions américain USS Wasp. En novembre, il participa au débarquement anglo-américain en Afrique du Nord française, l'opération Torch. De retour à la Home Fleet, après sa refonte de 1943, au cours de laquelle on enleva ses installations d'aviation, il ramena le Premier ministre Churchill de la conférence de Québec, en août, et l'emmena pour les conférences du Caire et de Téhéran, en novembre-décembre.

#### Eastern Fleet en 1944

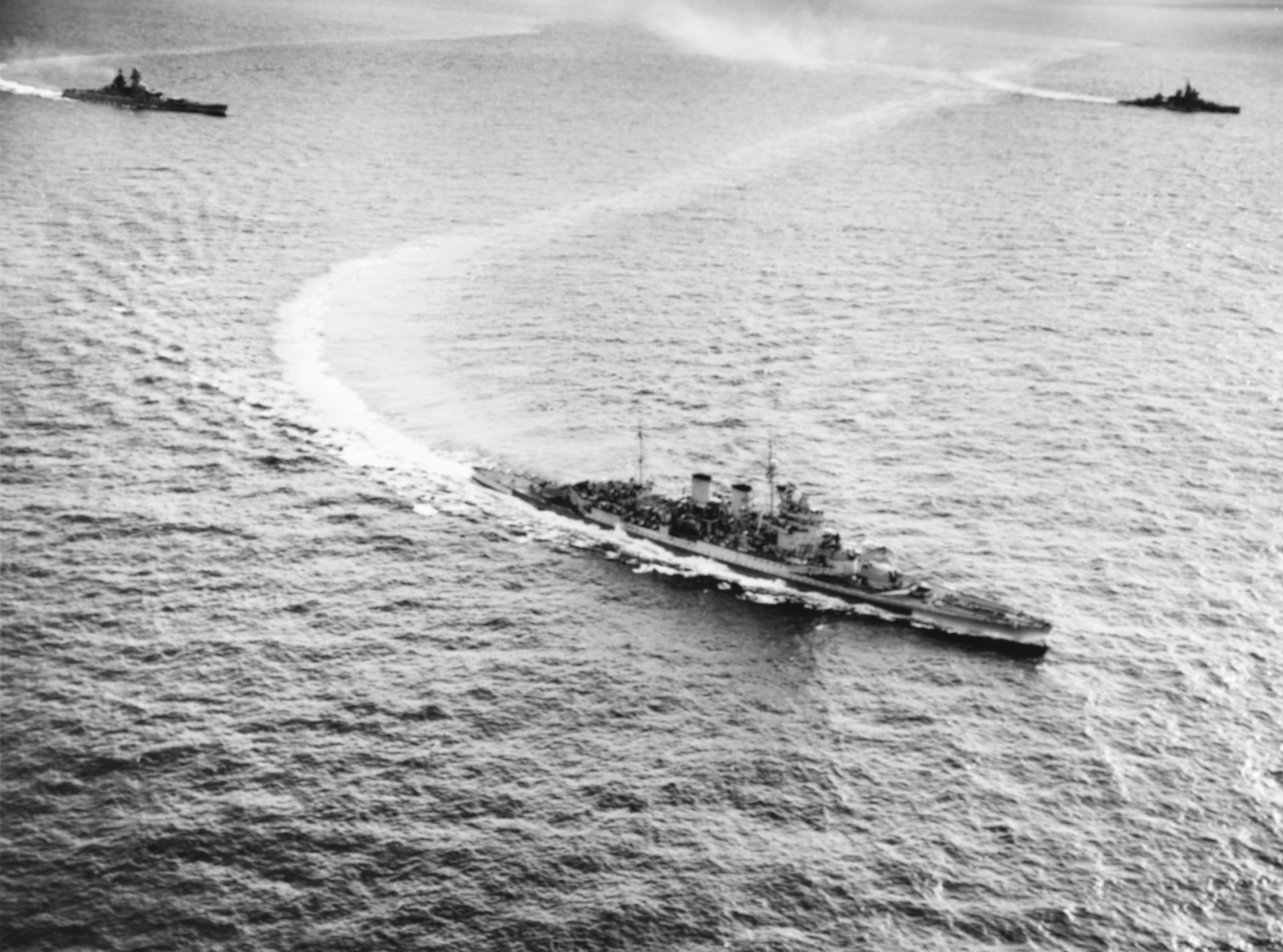
Le HMS Renown, le 12 mai 1944, dans l'océan Indien. À l'arrière-plan, à droite, le HMS Valiant, à gauche, le Richelieu.

En février 1944, il rejoignit la Flotte britannique d'Orient (Eastern Fleet), à Ceylan, commandée par l'amiral Somerville. Il participa à la couverture des porte-avions effectuant des bombardements aériens de Sabang, au nord-ouest de l'île de Sumatra, en avril (opération Cockpit), de Surabaya, à l'est de l'île de Java (opération Transom) en mai, des Îles Adaman et des îles Nicobar, en mai, en juin et en novembre. Il prit part à un bombardement côtier de Sabang (opération Crimson) en juillet. Lorsque, à la fin de 1944, les cuirassés de la classe King George V ont été envoyés dans le Pacifique, pour être incorporés dans la nouvelle flotte britannique du Pacifique (British Pacific Fleet) basée à Sydney, il fut rappelé en Europe et rejoignit la Home Fleet, pour y être le seul cuirassé en face des grands bâtiments allemands, confinés en Baltique après la destruction du Tirpitz. Mis en réserve à la fin de la guerre, le HMS Renown a été démoli en 1948.

### Sources et bibliographie
- (en) E.H.H. Archibald, The Metal Fighting Ship in the Royal Navy 1860-1970, Londres, Blandford Press Ltd, 1971 (ISBN 978-0-7137-0551-5)
- (en) Siegfried Breyer, Battleships and battle cruisers 1905–1970, Londres, Macdonald and Jane's, 1973 (ISBN 0356-04191-3)
- (en) John Brooks, Dreadnought Gunnery and the Battle of Jutland : The Question of Fire Control, Routledge, 2005 (ISBN 0-415-40788-5), p. 170
- (en) R.A. Burt, British Battleships of World War One, Naval Institute Press, 1986 (ISBN 0-87021-863-8)
- Bernard Ireland, Cuirassés du XXe siècle, St-Sulpice (Suisse), Éditions Airelles, 2004 (ISBN 2-88468-038-1)
- (en) Bernard Ireland et Eric Grove, Jane's War at sea 1897-1997, New York, Harpers Collins Publishers, 1997 (ISBN 0-00-472065-2)
- Ludovic Kennedy, La Poursuite et la mise à mort du Bismarck, Paris, Fayard, 1975 (ISBN 2-213-00300-9)
- (en) H.T. Lenton, British battleships and aircraft carriers, Londres, Macdonald & Co (Publishers) Ltd., coll. « Navies of the Second World War », 1972 (ISBN 0356-03869-6)
- (en) Donald Macintyre, Famous fighting ships, London New York, Hamlyn, 1975, 160 p. (ISBN 978-0-600-35486-4, OCLC 941404025)
- Philippe Masson, Histoire des batailles navales, Paris, Éditions Atlas, 1983 (ISBN 2-7312-0136-3)
- (en) John Roberts, Battlecruisers, Naval Institute Press, 1997, 128 p. (ISBN 1-55750-068-1)
- (en) John Roberts et Alan Raven, British Battleships of World War Two : The Development and Technical History of the Royal Navy's Battleship and Battlecruisers from 1911 to 1946, Naval Institute Press, 1976 (ISBN 0-87021-817-4), p. 45, 49, 50
- H. W. Wilson, Les Flottes de Guerre au combat, tome 2, La Grande Guerre 1914-1918, Paris, Payot, 1928
- Oliver Warner, Geoffrey Bennett, Donald G.F.W. Macyntire, Franck Uehling, Desmond Wettern, Antony Preston et Jacques Mordal, Histoire de la guerre sur mer des premiers cuirassés aux sous-marins nucléaires, Bruxelles, Elsevier Sequoia, 1976 (ISBN 2-8003-0148-1)